# إيلير خوجة
إيلير خوجة (31 مارس 1949) هو أحد أبناء الزعيم الألباني السابق أنور خوجة. وُلد في تيرانا، ألبانيا. سُجن إيلير في عام 1995، ولكن أُطلق سراحه في عام 1996. استُدعي إيلر ليشهد عدة مرات في محاولة لكشف أسرار من العصر الشيوعي السابق. كتب إيلير مذكرات في عام 1995 بعنوان "والدي، أنور خوجة". ويروي المقال ذكريات إيلير عن وفاة والده، والتأثير الذي كان عليه على العائلة، ومناضلات والدته، وكذلك التحقيق والمقاضاة التي أجريت عليه بعد وفاة والده.
خلال حملة الانتخابات عام 2005 في ألبانيا، حمل إيلير لترشيحات حزب العمل الألباني.